# Liste der Städte in Ohio nach Einwohnerzahl

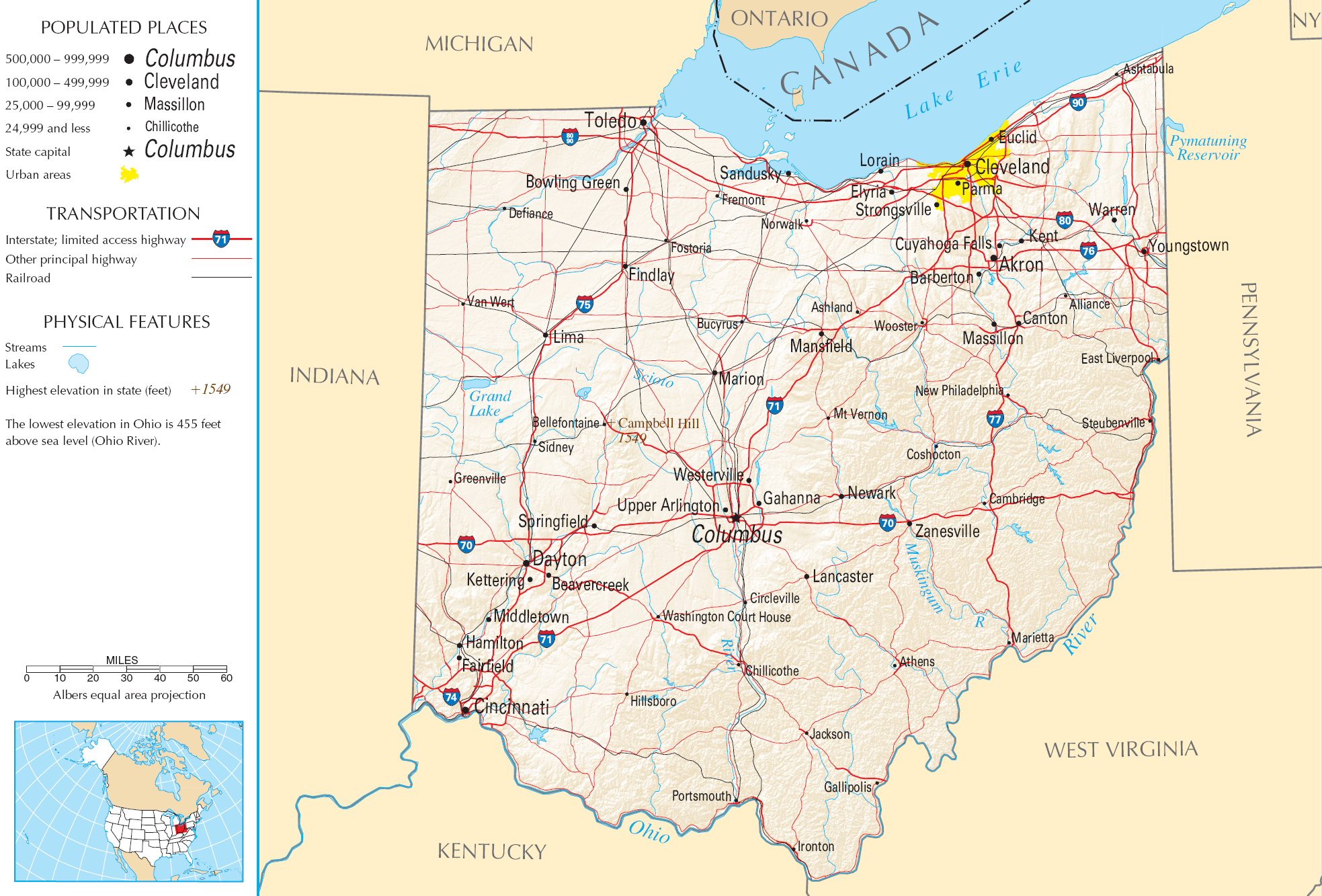
Karte Ohios

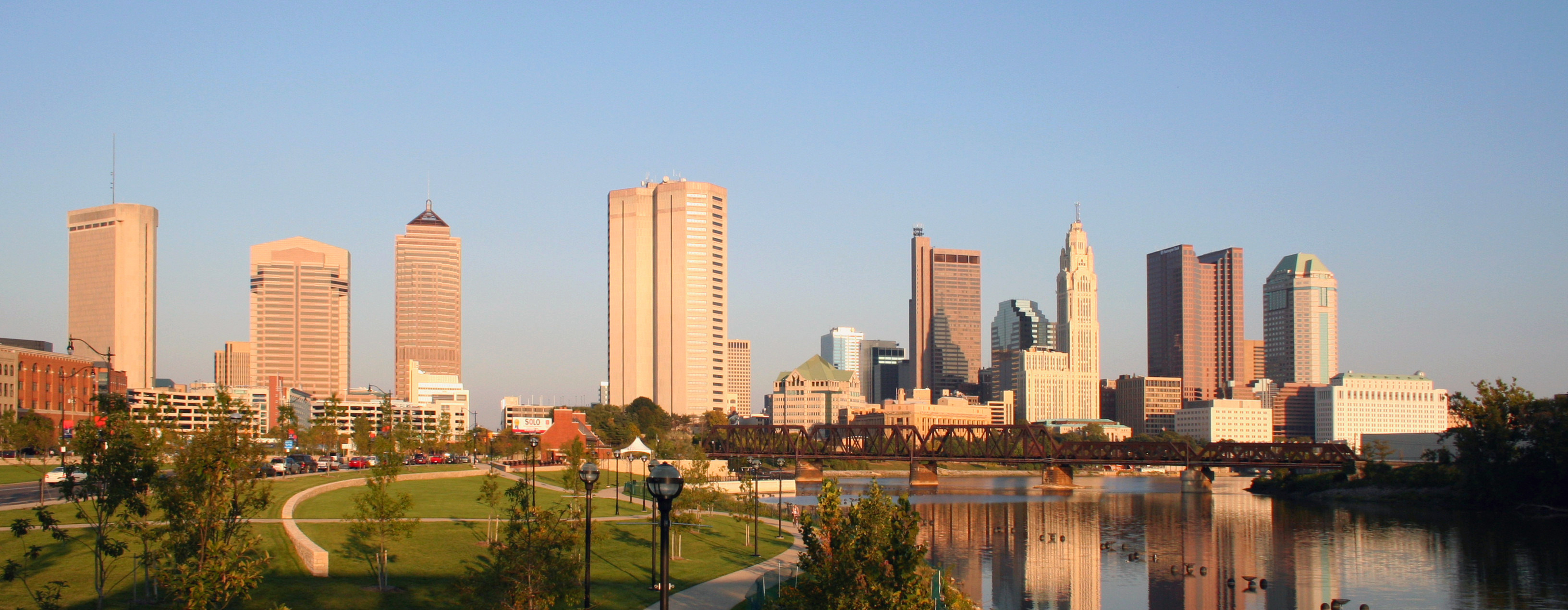
Skyline der Hauptstadt Columbus.

Die Liste der Städte in Ohio nach Einwohnerzahl enthält alle Orte im US-Bundesstaat Ohio sortiert nach ihrer Einwohnerzahl, die mindestens eine Bevölkerung von 30.000 aufweisen. Hauptstadt des Staates ist Columbus, die von der Einwohnerzahl her auch größte Stadt Ohios.
Stand 1. April 2020
| Rang | Stadt             | County                       | Einwohnerzahl |
| ---- | ----------------- | ---------------------------- | ------------- |
| 1    | Columbus          | Franklin                     | 905.748       |
| 2    | Cleveland         | Cuyahoga                     | 372.624       |
| 3    | Cincinnati        | Hamilton                     | 309.317       |
| 4    | Toledo            | Lucas                        | 270.871       |
| 5    | Akron             | Summit                       | 190.469       |
| 6    | Dayton            | Montgomery                   | 137.644       |
| 7    | Parma             | Cuyahoga                     | 81.146        |
| 8    | Canton            | Stark                        | 70.872        |
| 9    | Lorain            | Lorain                       | 65.211        |
| 10   | Hamilton          | Butler                       | 63.399        |
| 11   | Youngstown        | Mahoning                     | 60.068        |
| 12   | Springfield       | Clark                        | 58.662        |
| 13   | Kettering         | Greene                       | 57.862        |
| 14   | Elyria            | Lorain                       | 52.656        |
| 15   | Cuyahoga Falls    | Summit                       | 51.114        |
| 16   | Middletown        | Butler                       | 50.987        |
| 17   | Lakewood          | Cuyahoga                     | 50.942        |
| 18   | Newark            | Licking                      | 49.934        |
| 19   | Euclid            | Cuyahoga                     | 49.692        |
| 20   | Dublin            | Franklin, Delaware, Union    | 49.328        |
| 21   | Mansfield         | Richland                     | 47.534        |
| 22   | Mentor            | Lake                         | 47.450        |
| 23   | Beavercreek       | Greene                       | 46.549        |
| 24   | Strongsville      | Cuyahoga                     | 46.491        |
| 25   | Cleveland Heights | Cuyahoga                     | 45.312        |
| 26   | Fairfield         | Butler                       | 44.907        |
| 27   | Huber Heights     | Montgomery, Miami, Greene    | 43.439        |
| 28   | Delaware          | Delaware                     | 41.302        |
| 29   | Grove             | Franklin                     | 41.252        |
| 30   | Reynoldsburg      | Franklin, Licking, Fairfield | 41.076        |
| 31   | Lancaster         | Fairfield                    | 40.552        |
| 32   | Findlay           | Hancock                      | 40.313        |
| 33   | Warren            | Trumbull                     | 39.201        |
| 34   | Westerville       | Franklin, Delaware           | 39.190        |
| 35   | Hilliard          | Franklin                     | 37.114        |
| 36   | Upper Arlington   | Franklin                     | 36.800        |
| 37   | Marion            | Marion                       | 36.800        |
| 38   | Gahanna           | Franklin                     | 35.726        |
| 39   | Lima              | Allen                        | 35.579        |
| 40   | Brunswick         | Medina                       | 35.426        |
| 41   | North Ridgeville  | Lorain                       | 35.280        |
| 42   | Mason             | Warren                       | 34.792        |
| 43   | Fairborn          | Greene                       | 34.510        |
| 44   | Stow              | Summit                       | 34.483        |
| 45   | Westlake          | Cuyahoga                     | 34.228        |
| 46   | North Olmsted     | Cuyahoga                     | 32.442        |
| 47   | Massillon         | Stark                        | 32.146        |
| 48   | North Royalton    | Cuyahoga                     | 31.322        |
| 49   | Bowling Green     | Wood                         | 30.808        |

## Quelle
- citypopulation.de